# Scourge (personaje de Transformers)
Scourge es el nombre de los cuatro personajes de ficción de la serie de Transformers. Apareció por primera vez como uno de los Decepticons centrales en la película de 1986 quien anteriormente era Thundercracker. También aparece como villano central y secundario en la serie animada Transformers y las tiras cómicas de Marvel, desde entonces, otras franquicias de Transformers ha utilizado el nombre de Scourge.

## Transformers Generación 1

### Marvel Comics
Después del consumo de Unicron de las lunas de Cybertron, Galvatron, Scourge y Cyclonus estaban viajando en el tiempo en retroceso desde 2006 hasta 1986 como parte de un plan para liberarse del control de Unicron por la construcción de un enorme cañón que le destruiría a su regreso al futuro. Los tres Unicronianos Decepticons se demostraron casi invencibles en la frente a los ataques de los Autobots, aunque el arma de un golpe de suerte Scourge destruyó después de que él había incapacitado a Trailbreaker, este estaba relativamente desarmado (la mayoría de sus armas sólo se podía utilizar en el modo de vehículo). A pesar de que también eliminó a Grapple. El futuro de los Decepticons fueron finalmente derrotados cuando Galvatron fue engañado en la creencia de que estaba atrapado en una paradoja temporal, y regresó a su propio tiempo para vivir el resto de los acontecimientos de 2006.
Scourge estuvo al lado de su líder Galvatron en el episodio 86 de la tercera temporada "El Mundo Tenebroso" en donde Cyclonus recibe un mensaje de los Quintessons diciéndoles que hay un planeta lleno de recursos de energon que lo están habitando los Autobots, sin embargo este le cree a los Quintessons sin imaginarse que era una trampa, Cyclonus le comenta a Galvatron de ese planeta y este sin pensarlo decide ir para atacar a los supuestos Autobots y se dirige en compañía de Scourge, sus Sweeps y Cyclonus, luego es Galvatron es atrapado por unos terapeutas galácticos que luego querían destruirle el cerebro, Galvatron se libera y la ayuda de Scourge destruye su planeta.

### Serie Animada

#### Transformers: The Movie (1986)
Después de la Batalla de la Ciudad Autobot en el 2005, Scourge fue creado de los restos de Thundercracker por Unicron borrándole la memoria y adquiriendo un nuevo cuerpo y ser. Scourge fue designado comandante de su legión de cazadores  Skywarp en Cyclonus, el Insecticon Bombshell en su Armada y los Sweeps (Quienes antes eran los Insecticons (Kickback y Shrapnel) estos ya serían los nuevos Jets Seekers reemplazando a Starscream, Thundercracker y Skywarp. Los Sweeps también cuentan con la misma habilidad de los Insecticons la cual es el autoclonarse. sin embargo Scourge, los Sweeps y Cyclonus viajaron con su nuevo líder, Galvatron, de vuelta a Cybertron. (Durante ese regreso muere Starscream asesinado por Galvatron), Galvatron, Scourge, Cyclonus y los Sweeps regresaron a Ciudad Autobot para atacar nuevamente a los Autobots pero el resto de los Autobots huyen hacia el espacio exterior.
Después de que los Autobots volaran fuera de la tierra, los Decepticons creen que los Autobots están muertos. Unicron envió un mensaje de dolor a Galvatron, informándole de que estaba equivocado. Galvatron argumentado hasta el punto de que el mismo Scourge le recordó a su líder "que es de él". Los Decepticons luego siguieron a los Autobots al planeta de basura donde Scourge y sus compañeros Clones Sweeps desmembraron a Ultra Magnus y le robaron la Matriz del Liderazgo. Unicron se enteró de la rebelión de Galvatron y atacó a Cybertron. 
Scourge decidió luchar al lado de su líder para evitar que Unicron destruyese Cybertron.

#### Tercera temporada
Después de la derrota de Unicron a cargo de Rodimus Prime Galvatron aparentemente es exiliado a un paradero desconocido y el resto de los Decepticons fueron despedidos de Cybertron y se alojaron en el planeta Chaar en donde empieza el declive Decepticon, debido a eso los Decepticons estaban sin energon y sin recursos sobrevivientes.
En el primer episodio de la tercera temporada de Transformers, los Decepticons conviven en el planeta Chaar, Cyclonus y Scourge fueron en una expedición para localizar a su líder perdido, Galvatron, que no se había visto desde la batalla que tuvieron contra Unicron.
Scourge, los Sweeps y Cyclonus encontraron a su líder Galvatron sumergido en un pozo de lava en Thrull, y para su gran decepción, descubrió su jefe estaba totalmente loco. Galvatron se estableció para arar su camino a través de sus subordinados, durante todo este suceso Galvatron le advierte a Cyclonus que tenga cuidado con Scourge que este en cualquier momento podría traicionarle.
Scourge y Cyclonus tomaron a su líder de regreso a Chaar, para que su líder Galvatron retome el mando del ejército Decepticon. Sin embargo resultó que los otros Decepticons se había vuelto sumisos de los Quintessons, que después de algunas negociaciones condujeron a un ataque Decepticon-Quintesson conjunta en Cybertron.
Scourge y los Sweeps participaron en este ataque, por lo que finalmente Galvatron recupera el liderazgo de los Decepticons.
Scourge y sus Sweeps estaban trabajando con Galvatron y Cyclonus para cazar a Rodimus Prime y sus compañeros, cuando se encontraron casualmente en un Mausoleo Autobot en el espacio profundo que al final resultó ser un Cementerio Autobot mientras que Daniel curioseaba las criptas de los fenecidos Autobots Optimus Prime se levanta de su ataúd, continuaron su ataque contra los Autobots. Optimus Prime se levantó de la tumba para defender a sus compañeros. Scourge y sus Sweeps huyeron antes de que el exlíder Autobot los ataque, obligando a Galvatron y Cyclonus a retirarse.
Cuando Octane estaba en Carbombya sin permiso de Galvatron, Scourge con Cyclonus y los Sweeps estuvieron en buscándolo para castigarlo por su desobediencia. Su descubrimiento de una fuente de super-energón hecho de aceite de Carbombyan le calmo la ira temporalmente a Galvatron, pero una vez que los Decepticons fueron forzados a salir de Carbombya por los Autobots.Galvatron expulsó a Octane como un traidor por salir sin autorización de este.
Fue ahí cuando Scourge y los Sweeps van en caza de Octane quien era fugitivo de los Decepticons, sin embargo Octane se refugia en Cybertron para que no lo secuestren pero ya lo Scourge los Sweeps y Cyclonus lo encontraron, pero Octane al huir de Scourge, Cyclonus y los Sweeps cae a una presa subterránea en la Cripta de los Decepticons en donde se encuentra con el fantasma de Starscream. Scourge demostraría ser muy cobarde y no digno para ser un líder de los Decepticons, con sus seguidores los Sweeps, negándose a seguir para secuestrar a Octane, Cyclonus es poseído por el fantasma de Starscream, en eso llegan los Autobots y al instante los Decepticons toman la retirada, mientras que logran capturar a Octane en el planeta Chaar, Cyclonus quien estaba poseído por Starscream, ataca a Galvatron pero este se da cuenta de que Starscream había tomado su cuerpo, al disparar Galvatron sobre su soldado este decide repararlo sabiendo que Cyclonus es uno de sus soldados más leales, sin embargo Starscream se introdujo al cuerpo de Scourge.
Scourge quien estaba poseído por el fantasma de Starscream empieza a atacar a los Cyclonus y Galvatron por lo que este es considerado traidor, Socurge no le quedó otra solución que aliarse con Starscream aunque esto finalmente se convirtió en una alianza mutua. La intención de Starscream era ayudar a Unicron para volver a tener su cuerpo conectándolo con Cybertron y a su vez Unicron le da un nuevo cuerpo. Scourge comenzó a tener dudas acerca de esto hasta que Unicron le recordó que "lo que te he dado, también puede quitar". Scourge finalmente dejó a Unicron y se reunió con los Decepticons. Por lo que al final Galvatron ha aceptado su regreso a cambio que lo ayude a matar a Starscream quien luego de dispararle solo le causan leves lesiones en lugar de reducirlo a partículas compuestas esta razón hasta ahora se desconoce.
Scourge con Cyclonus y Galvatron estaban espiando a los Autobots, que se preparaban para una Conferencia de Paz de la galaxia. Galvatron ordenó a Cyclonus, Scourge y los Sweeps de interceptar un transbordador comandado por Daniel Witwicky y Wheelie quienes al llegar a ese asteroide con la intención de buscar los datos de Ultra Magnus iban a ser y ejecutados por unos Drones, pero en eso llegó Scourge, los Sweeps y Cyclonus y los tomaron de rehenes en la bodega Autobot Asteroide, en eso Ultra Magnus decide ir con Sky Lynx para rescatarlos en eso Scourge y sus Sweeps los atacan pero Ultra Magnus con Sky Lynx logran dejarlos fuera de combate, luego Ultra Magnus mantiene una pelea decisiva con Cyclonus quien tenía más ventaja y estaba a punto de matar a Ultra Magnus, sin embargo llega Wheelie y programa la autodestrucción de la nave por lo que a ambos bandos tienen que huir tanto Scourge como Cyclonus.
Después de que Predaking ha detectado una transmisión Quintesson, Scourge se unió a un grupo de Decepticons en un intento por recuperar los secretos de un diario de los Quintessons, pero al final perdieron ante los Autobots.
Scourge y los Decepticons descubren una cámara de almacenamiento de una materia Trans-orgánica, y sin querer liberan a unas criaturas que empezaron a atacar tanto a los Decepticons y Autobots. Al tratar de escapar, los Decepticons abren otra cámara y la versión más potente de los experimentos monstruosos: Dweller, una sanguijuela gigante de la energía que drena su energía y se vuelve a los Transformers en vampiros de energía. Corren y pelean a través del laberinto de cámaras y túneles en las oscuras profundidades de Cybertron, Dweller rápidamente disminuye las filas de los Decepticons y las fuerzas de los Autobots, dejando sólo a Galvatron, Ultra Magnus y Arcee. Por supuesto, muchas de las pérdidas Decepticons se puede atribuir a Galvatron al lanzar sus propios soldados en Dweller.
Los dos Autobots llegan a la sede donde se actualizan con Rodimus Prime y empiezan a recaudar la situación, los vampiros de energía llegan a en ese momento para atacarlos. Perceptor determina que los vampiros están sufriendo de una forma única de agotamiento de la energía y que una subida de tensión debe reequilibrar sus niveles. Los Autobots forman una cadena con Perceptor al final, que se conecta a la consola y se inyectan a la multitud de los Transformers vampiros con un aumento de Energon. El aumento de rendimientos de los Autobots y los Decepticons a la normalidad. Scourge, Cyclonus, los Sweeps y los Autobots que estaban convertidos en vampiros de energía regresan a la normalidad, sin embargo Scourge, Cyclonus y los Sweeps se escapan rápidamente para reunirse con Galvatron.
Mientras tanto, Dweller sale de la superficie, cada vez más grande de su absorción de energía, y la partida para el generador de Perceptor. Sabiendo que va a ser imparable, una vez que se ha unido al generador, Perceptor utiliza el interruptor de expulsión de emergencia para poner en marcha el generador y Dweller que estaba en la parte superior de la misma en el espacio. Es expulsado lejos de Cybertron, Dweller cae a la nave de la Quintessons en donde empezó todo.
Scourge y los Sweeps salen a investigar al planeta Junkion sobre una transmisión. Los Aerialbots llegan, y quedan atrapados en el fuego cruzado entre los Junkions y los Quintessons . Los Aerialbots forma a Superion para ayudar a Wreck Gar de los Quintessons. Sin embargo, el crucero de los Quintessons hiere a Superion, que luego es rescatado por Sky Lynx. Scourge, Cyclonus y los Sweeps llegan a investigar, y se retiran después de haber sido baleados. Los Autobots regresan para ayudar a los Junkions Superion y Sky Lynx no pudieron acompañar a Rodimus, Blaster y Kup debido a que fueron heridos en el combate anterior. Sin embargo Omega Supreme decide apoyarlos dejándolo a Scourge y sus Sweeps fuera de combate.
Scourge y Cyclonus buscaban al Aerialbot llamado Air Raid para destruirlo, pero fueron capturados en una emboscada cuando los Aerialbots los lanzaron en un campo de asteroides. Los Decepticons huyeron a través de un vórtice cerca y se estrelló en el pacífico planeta llamado Paradron. Encontrando que el mundo es rico en recursos Energon, Scourge y Cyclonus alertaron de inmediato a su líder Galvatron y comenzaron a saquear el mundo de la energía hasta que llegaron los Autobots y ayudaron a los habitantes de Paradron logrando desalojar a los Decepticons del planeta a costa de su destrución.
Scourge también estuvo en la búsqueda de una nueva fuente de anti-electrones, Scourge y Cyclonus intentaron infiltrarse en el cerebro de Unicron por órdenes de Galvatron para obtener los anti-electrones que este los tenía en su cerebro pero este reaccionó rápido y atacó a Scourge y Cyclonus, sin embargo se lo llegaron a quitar, mientras que Grimlock crea a los Technobots, más adelante los anti-electrones fue destruido por el Technobot Strafe. Galvatron y Terrorcons quienes formaron a Abominus fueron derrotados por los Technobots en su modo Gestalt de Computron.
En un momento, el líder Autobot Rodimus Prime fue emboscado por los Stunticons Wildrider y Dead End separándolo de la Matriz del Liderazgo. Estos Stunticons fueron inmediatamente a darle la Matriz a Galvatron quien luego de colocarse la Matriz en su blaster fue perseguido por los Antecesores Líderes Autobots en su interior, y por eso este le manda a Scourge a deshacerse de la matriz. Scourge decidió utilizar el poder de la matriz a su favor y lo instaló en su pecho. La Matrix resultó incompatible con la programación Decepticon, causándole una transformación en un monstruo horrible con la energía que conduce a la locura. Scourge intentó hacerse con el control de los Decepticons derrocando a Galvatron hasta que Hot Rod le quita la Matriz a Scourge y de nuevo vuelve a ser Rodimus Prime mientras que Galvatron lo intercepta a Scourge en la tierra lo ve ya sin la Matriz de Liderazgo y este lo tortura por traidor.
Scourge participó fue en los últimos capítulos de la tercera temporada de la serie "El Regreso de Optimus Prime Parte I y II" cuando este se infectó con el virus de la rabia, más adelante fue salvado con el poder de la Matriz de Liderazgo en donde Optimus Prime regresa como líder Autobot.

#### Cuarta Temporada
En el año 2007, los Decepticons robaron la llave de la Cámara de Energía Plasma en Cybertron, y Scourge se estableció con la infiltración de la cámara mientras que los otros Decepticons llevaron a cabo un asalto a gran escala. Tuvieron éxito, pero la inserción de la llave en la cámara condujeron a una explosión de energía de plasma que casi lo mata a Scourge. 
Sin embargo este se salvó de una infusión de Energon, posteriormente fue enviado junto con Cyclonus para encontrar a los Autobots que habían tomado la llave, mientras que Scourge estaba inconsciente. Junto con Cyclonus, Slugslinger, Triggerhappy y Misfire andaban en seguimiento a los Autobots a Nebulón.
Scourge junto Cyclonus, Slugslinger, Triggerhappy y Misfire se enfrentaron nuevamente contra los Autobots pero ellos desarrollaron un nuevo método de guerra creado por Brainstorm los Headmasters las cuales eran las cabezas de los Autobots que se seccionan de su cuerpo con el por medio del uso de los Nebulanos y así se creaban más ejércitos Autobots y los Decepticons perdieron la batalla. Después de enfrentarse con los Headmasters, Scourge y los otros fueron secuestrados por el grupo Nebulón conocido como la colmena, que se ofreció a binario vínculo con los Decepticons y aumentar su poder, varios Decepticons no aceptaron Scourge y Cyclonus la opción Headmaster debido a que no deseaban compartir sus mentes con los de la colmena por eso Cyclonus que algunos se fusionen con sus armas llamándose así los Targetmasters a excepción de los Decepticons Primitives quienes no tenían tanta inteligencia decidieron usarlos para el modo Headmaster por lo que los Decepticons hicieron un trato con los disidentes del planeta Nebulanos bajo el mando Lord Zarak, para destruir a los Autobots.
Scourge decidió convertirse en un Targetmaster, escogiendo a Fracas como su compañero, poco tiempo después los Headmasters Decepticons y Targetmasters atacan y derrotan a los Autobots. Sin Embargo después del ataque Scourge nuevamente se llevó la Cámara de Energía Plasma y expresó su deseo de destruir a los Autobots. Los Autobots copiaron su tecnología Targetmaster y volvieron a entrar en batalla, y Arcee logró golpear y quitarle a Scourge la llave.
Scourge fue derrotado junto con Galvatron cuando este estuvo con Scorponok en la última batalla entre Autobots y Decepticons en Cybertron.

#### Transformers Headmasters
La primera aparición de Scourge fue cuando este asistió junto con Galvatron en el ataque a Cybertron para tomar el control de Vector Sigma. A pesar de que Optimus Prime se pasaba las horas, quizás días tratando de llegar a la supercomputadora central del Vector Sigma, Scourge y Cyclonus de alguna manera trataban de adelantarse en cuestión de minutos en ese momento aparece Galvatron e intenta aniquilar a Optimus y a los pocos segundos aparece Hot Rod usando la Matriz de Liderazgo ya que fue en busquedad de ella para ayudar a Optimus Prime quien se sacrifica al igual que Alpha Trion y muere por segunda vez para que el control del Vector Sigma no caiga en las manos de los Decepticons. Después del sacrificio de Optimus Prime, Hot Rod regresa a ser Rodimus Prime.

## En otros medios
Scourge aparece en la película Transformers: el despertar de las bestias (2023), con la voz de Peter Dinklage. Es el líder de los Terrorcons, siendo un despiadado cazador de trofeos, y como el sirviente de Unicron, en ir por la llave Transwarp que sirve para abrir portales a mundos. Al llegar a la Tierra, enfrenta a los Autobots y asesina a Bumblebee al obtener la mitad de la llave, antes de la llegada de la Maximal Airazor, en escapar con la mitad de la llave. Luego de la persecución, infecto a Airazor para manipularla en obtener la segunda mitad. En la batalla contra los Autobots y Maximals luego de abrir el portal para Unicron hacia la Tierra, Scourge tiene un enfrentamiento contra Optimus Prime, Noah Díaz, al unirse con Mirage y un Bumblebee resucitado. Después de destruir la consola para que nadie la desactivara, Scourge termina siendo asesinado por Optimus, antes de destruir la llave.